# Гасилов, Владимир Георгиевич
Владимир Георгиевич Гасилов (21 марта 1940, СССР) — советский и российский художник-постановщик.

## Биография
Владимир Гасилов родился 21 марта 1940 года.
C 1970 года и по 1991 год работал художником-постановщиком на киностудии «Ленфильм».
Член Союза кинематографистов СССР (Ленинградское отделение).

## Фильмография
1. 1970 — Удивительный заклад  (Режиссёр-постановщик: Леонид Макарычев)
2. 1971 — Месяц август  (Режиссёр-постановщик: Вадим Михайлов)
3. 1972 — Гонщики  (Режиссёр-постановщик: Игорь Масленников)
4. 1974 — Врача вызывали?  (Режиссёр-постановщик: Вадим Гаузнер)
5. 1974 — Незнакомый наследник  (Режиссёры-постановщики: Геннадий Казанский, Олег Дашкевич)
6. 1975 — Дожить до рассвета  (Режиссёры-постановщики: Михаил Ершов, Виктор Соколов)
7. 1976 — Дикий Гаврила  (Режиссёр-постановщик: Леонид Макарычев)
8. 1978 — Капроновая ёлочка  (новелла в киноальманахе Завьяловские чудики) (Режиссёр-постановщик: Эрнест Ясан)
9. 1978 — Чужая  (Режиссёр-постановщик: Владимир Шредель)
10. 1980 — Тайное голосование  (Режиссёр-постановщик: Валерий Гурьянов)
11. 1981 — Правда лейтенанта Климова  (Режиссёр-постановщик: Олег Дашкевич)
12. 1991 — Год хорошего ребёнка  (Режиссёр-постановщик: Борис Конунов)
13. 1991 — Танцует Фарух Разиматов  (документальный) (Режиссёр-постановщик: Светлана Чижова)
14. 2005 — Sказка O Sчастье  (Режиссёр-постановщик: Борис Горлов)
15. 2006 — Секретные поручения  телесериал (совместно с Викторией Ермаковой) (Режиссёр-постановщик: Александр Хван)